# Rothari
Rothari (606 – 652) was koning van de Longobarden en is vooral bekend geworden als opsteller van het Edictum Rothari.
In 636 volgde hij Ariovald op en trouwde diens weduwe Gundeperga. Evenals zijn voorgangers perkte hij de macht van de Langobardische hertogen in en richtte hij zijn pijlen vervolgens op het Byzantijnse Rijk. Hij veroverde Liguria en verwoestte Ravenna. Tegelijkertijd werden de laatste bezittingen van het Byzantijnse Rijk in Zuid-Italië aangevallen. De veroverde gebieden werden niet verdeeld onder zijn hertogen maar vielen rechtstreeks onder de kroon.
Kort voor zijn dood in 652 sloot Rothari een wapenstilstand met Byzantium.